# A56 (Italië)
De Autostrada A56 is een 20,2 kilometer lange Italiaanse autosnelweg die de ringweg vormt van Napels (Tangenziale di Napoli). Het eerste deel van de ringweg werd geopend in 1972. De A56 verbindt de A1 met Napels.